# Ożogino (obwód smoleński)
Ożogino (ros. Ожогино) – wieś (ros. деревня, trb. dieriewnia) w zachodniej Rosji, w osiedlu wiejskim Titowszczinskoje rejonu diemidowskiego w obwodzie smoleńskim.

## Geografia
Miejscowość położona jest nad Wielikają, 1,5 km od drogi regionalnej 66K-11 (R120 / Olsza – Diemidow – Wieliż – granica z obwodem pskowskim), 17 km od centrum administracyjnego osiedla wiejskiego (Titowszczina), 15 km od centrum administracyjnego rejonu (Diemidow), 78,5 km od stolicy obwodu (Smoleńsk), 30,5 km od granicy z Białorusią.

## Demografia
W 2010 r. miejscowości nikt nie zamieszkiwał.

## Historia
W czasie II wojny światowej od lipca 1941 roku wieś była okupowana przez hitlerowców. Wyzwolenie nastąpiło we wrześniu 1943 roku.
Na mocy uchwały z dnia 28 maja 2015 roku wszystkie miejscowości (w tym Ożogino) zlikwidowanej jednostki administracyjnej Zakrutskoje weszły w skład osiedla wiejskiego Titowszczinskoje.

## Urodzeni w dieriewni
- Piotr Jegorowicz Kondratienko (1923–1994) – sierżant, bohater Związku Radzieckiego[7]